# Стара кафана породице Штерић
Стара кафана породице Штерић се налази у Осипаоници, месту у општини Смедерево, подигнута је средином 19. века и представљала је споменик културе као непокретно културно добро.
Саграђена је као друмска механа на значајном путном правцу Цариградског друма, на самој раскрсници путева ка Смедереву, Пожаревцу и Великој Плани.
У време настанка врло значајан објекат народне архитектуре, знатних димензија правоугаоне основе (25х18м). Грађена је у бондручном систему са испуном од опеке старог формата, са четвороводним кровом покривеним ћерамидом. Ка улици је целом дужином имала трем са дрвеним стубовима, а испод већег дела објекта подрум.
Током времена објекат је претрпео више промена, а крајем 20. века половина објекта је срушена до темеља.